# میشل استروگف (فیلم ۱۹۴۴)
میشل استروگف (اسپانیایی: Michael Strogoff‎) یک فیلم تاریخی مکزیکی به کارگردانی میگل م. دلگادو است که در سال ۱۹۴۴ منتشر شد.
این فیلم بر پایهٔ رمان میشل استروگف اثرِ ژول ورن ساخته شده است.